# Sobralia rarae-avis
Sobralia rarae-avis är en orkidéart som beskrevs av Robert Louis Dressler. Sobralia rarae-avis ingår i släktet Sobralia och familjen orkidéer.
Artens utbredningsområde är Costa Rica. Inga underarter finns listade i Catalogue of Life.